# Tiểu nhi kinh

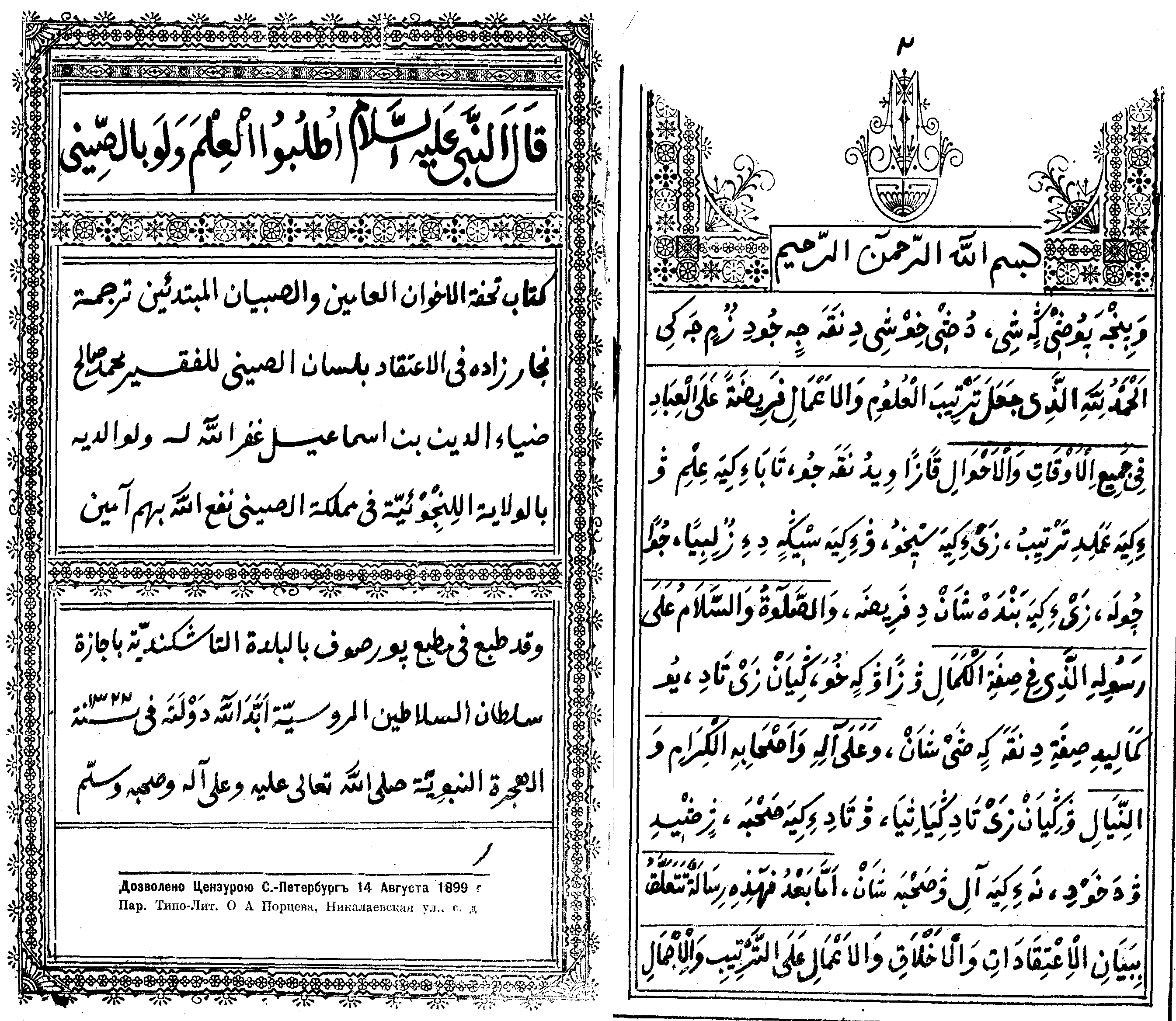
Một cuốn sách tiếng Ả Rập về nghi lễ Hồi giáo, với bản dịch tiếng Trung song song bằng chữ Tiểu nhi kinh, được xuất bản tại Tashkent năm 1899

Tiểu nhi kinh hoặc ở dạng rút gọn của nó, Tiểu kinh, nghĩa là "hệ chữ thiếu nhi" hoặc "hệ chữ nhỏ" ("hệ chữ nguyên bản" đề cập đến chữ Ba Tư-Ả Rập; giản thể: 本经; phồn thể: 本經; bính âm: Běnjīng, Xiao'erjing: بٌکٍْ;  tiếng Đông Can: Бынҗин, Вьnⱬin, là hệ chữ viết các phương ngôn Hán ngữ như tiếng Quan thoại (đặc biệt là phương ngữ Lan Ngân, Trung Nguyên và Đông Bắc) hoặc tiếng Dungan bằng chữ Ba Tư-Ả Rập. Nó được sử dụng theo nhiều mục đích bởi nhiều người dân tộc thiểu số theo đức tin Hồi giáo ở Trung Quốc (chủ yếu là người Hồi, nhưng cũng có người Đông Hương và người Salar), và trước đây là hậu duệ người Dungan ở Trung Á. Cải cách chính tả đã giới thiệu chữ Latinh và sau đó là chữ Cyrillic cho tiếng Dungan, thứ tiếp tục được sử dụng cho đến ngày nay.
Tiểu nhi kinh được viết từ phải sang trái, như các hệ thống chữ viết khác sử dụng chữ Ba Tư-Ả Rập. Hệ thống chữ viết Tiểu nhi kinh không giống so với các hệ thống chữ viết dựa trên chữ Ả Rập khác ở chỗ tất cả các nguyên âm, dài và ngắn, được đánh dấu rõ ràng mọi lúc với các dấu phụ tiếng Ả Rập, không giống như một số hệ chữ viết khác dựa trên chữ Ả Rập như Uyghur Ereb Yéziqi sử dụng đầy đủ chữ cái và không có dấu phụ để đánh dấu các nguyên âm ngắn. Điều này làm cho nó trở thành một abugida thực sự. Cả hai thực tiễn này trái ngược với thực tiễn bỏ qua các nguyên âm ngắn trong phần lớn các ngôn ngữ sử dụng chữ Ả Rập (như tiếng Ả Rập, tiếng Ba Tư và tiếng Urdu). Điều này có thể là do tầm quan trọng của nguyên âm trong một âm tiết tiếng Trung.

## Danh pháp
Tiểu nhi kinh không có một tên tiêu chuẩn duy nhất. Ở Sơn Tây, Hà Bắc, Hà Nam, Sơn Đông, phía đông Thiểm Tây và cả Bắc Kinh, Thiên Tân và các tỉnh Đông Bắc, hệ chữ này được gọi là "Xiǎo'érjīng", khi rút ngắn thành "Xiǎojīng" hoặc "Xiāojīng" (sau này là "Xiāojīng" "Có nghĩa là" xem xét "trong các khu vực nói trên). Ở Ninh Hạ, Cam Túc, Nội Mông, Thanh Hải, phía tây Thiểm Tây và các tỉnh Tây Bắc, hệ chữ được gọi là "Xiǎo'érjǐn". Người Đông Hương gọi nó là "chữ Đông Hương" hay "chữ Hồi Hồi"; người Salar gọi nó là "chữ Salar"; người Dungan của Trung Á đã sử dụng một biến thể của Tiểu nhi kinh được gọi là "chữ Hồi", trước khi được tạo ra để từ bỏ chữ viết Ả Rập cho chữ Latin và Cyrillic. Theo A. Kalimov, một nhà ngôn ngữ học Dungan nổi tiếng, Dungan của Liên Xô cũ đã gọi hệ chự này là щёҗин (şjoⱬin; 經).